# Sitticus sexsignatus
Sitticus sexsignatus är en spindelart som först beskrevs av Pelegrín Franganillo Balboa 1910.  
Sitticus sexsignatus ingår i släktet Sitticus och familjen hoppspindlar. Inga underarter finns listade i Catalogue of Life.